# Liste der geschützten Landschaftsbestandteile in Kleinblittersdorf
Die Liste der geschützten Landschaftsbestandteile in Kleinblittersdorf nennt die geschützten Landschaftsbestandteile in Kleinblittersdorf im Regionalverband Saarbrücken im Saarland. Geschützte Landschaftsbestandteile sind Elemente aus der Natur und Landschaft, die zur Erhaltung, Wiederherstellung und Entwicklung unter Schutz gestellt werden. Weitere Bedeutung haben sie als Habitate für bestimmte wild lebende Tier- und Pflanzenarten.

## Liste
| Bild           | Bezeichnung                                                                            | Ort               | Beschreibung                                                   | Fläche (ha) | Koord.                         | Kennung alte Kennung           |
| -------------- | -------------------------------------------------------------------------------------- | ----------------- | -------------------------------------------------------------- | ----------- | ------------------------------ | ------------------------------ |
|                | 2 Sommerlinden, 1 Rotbuche, 2 Blutbuchen, 1 Stieleiche (2-stämmig), 1 Eibe (4-stämmig) | Kleinblittersdorf | östlich der Rebenstraße                                        |             | 49° 9′ 11,2″ N, 7° 2′ 35,5″ O  | GLB-181-RVS-KBL D 5.10.002 GLB |
|                | 1 Rosskastanie                                                                         | Kleinblittersdorf | Am Bahnhof Auersmacher                                         |             | 49° 8′ 37,2″ N, 7° 2′ 41,3″ O  | GLB-182-RVS-KBL D 5.10.003 GLB |
| weitere Bilder | 1 Eiche                                                                                | Kleinblittersdorf | Waldrand des Mühlenwaldes bei Sitterswald                      |             | 49° 8′ 13,5″ N, 7° 4′ 29,6″ O  | GLB-183-RVS-KBL D 5.10.005 GLB |
|                | Auf dem Nachtrech                                                                      | Kleinblittersdorf | Nasswiesen / Feuchtwiesen / Brachen                            | 3,5         | 49° 10′ 30,4″ N, 7° 1′ 51,2″ O | GLB-083-RVS-KBL 5.10.9         |
|                | Bei der Dorbach                                                                        | Kleinblittersdorf | Kalk-Halbtrockenrasen                                          | 2,2         | 49° 10′ 14,9″ N, 7° 4′ 38,3″ O | GLB-084-RVS-KBL 5.10.10        |
|                | Klingelthal                                                                            | Kleinblittersdorf | Bachtal mit begleitender Vegetation (Auwald / Hochstaudenflur) | 12,6        | 49° 10′ 2,6″ N, 7° 4′ 35″ O    | GLB-085-RVS-KBL 5.10.11        |
|                | Obere Meß                                                                              | Kleinblittersdorf | Gehölzbestand                                                  | 1,3         | 49° 9′ 48,2″ N, 7° 5′ 25,5″ O  | GLB-086-RVS-KBL 5.10.12        |
|                | Bühlwies                                                                               | Kleinblittersdorf | Bachtal mit begleitender Vegetation (Auwald / Hochstaudenflur) | 3,7         | 49° 9′ 54,7″ N, 7° 5′ 47″ O    | GLB-087-RVS-KBL 5.10.13        |
|                | Wehrholzer Weg, Oben am Dehl                                                           | Kleinblittersdorf | Nasswiesen / Feuchtwiesen / Brachen                            | 2,5         | 49° 9′ 24,8″ N, 7° 3′ 43,1″ O  | GLB-088-RVS-KBL 5.10.14        |
|                | Brucherbach und Hengstbach                                                             | Kleinblittersdorf | Bachtal mit begleitender Vegetation (Auwald / Hochstaudenflur) | 5,9         | 49° 9′ 15,8″ N, 7° 4′ 44″ O    | GLB-089-RVS-KBL 5.10.15        |
|                | Brucherbach                                                                            | Kleinblittersdorf |                                                                | 4,9         |                                | 5.10.15.1                      |
|                | Hengstbach                                                                             | Kleinblittersdorf |                                                                | 1,0         |                                | 5.10.15.2                      |
|                | Niederwieser Bach                                                                      | Kleinblittersdorf | Bachtal mit begleitender Vegetation (Auwald / Hochstaudenflur) | 2,5         | 49° 9′ 34,6″ N, 7° 5′ 15,4″ O  | GLB-090-RVS-KBL 5.10.16        |
|                | Ehemaliger Kalksteinbruch nördlich des Ritthofes                                       | Kleinblittersdorf | Steinbruch / Lehmgrube / Sandgrube                             | 5,5         | 49° 9′ 35,6″ N, 7° 6′ 11,2″ O  | GLB-091-RVS-KBL 5.10.17        |
|                | Bergwald und Rebenberg                                                                 | Kleinblittersdorf | Größerer, verschiedenartig ausgeprägter Biotopkomplex          | 32,0        | 49° 8′ 13,2″ N, 7° 2′ 57,1″ O  | GLB-092-RVS-KBL 5.10.18        |